# Kakaoträdklättrare
Kakaoträdklättrare (Xiphorhynchus susurrans) är en fågel i familjen ugnfåglar inom ordningen tättingar som förekommer i Centralamerika och norra Sydamerika.

## Utseende och läte
Kakaoträdklättraren är en 23 centimeter lång fågel. Den är beigestreckat mörkbrun på huvud och hals, medan den är leverbrun på övre delen av ryggen och rostbrun på resten av ovansidan, vingar och stjärt. Undersidan är olivbrun med beige streckning på bröstet. Den långa och något nedböjda näbben är svart och är försedd med en liten krok på spetsen. Det vanligaste lätet är ett högljutt "kew-kew-kew-kew" som till skillnad från många andra arter yttras dagen lång.

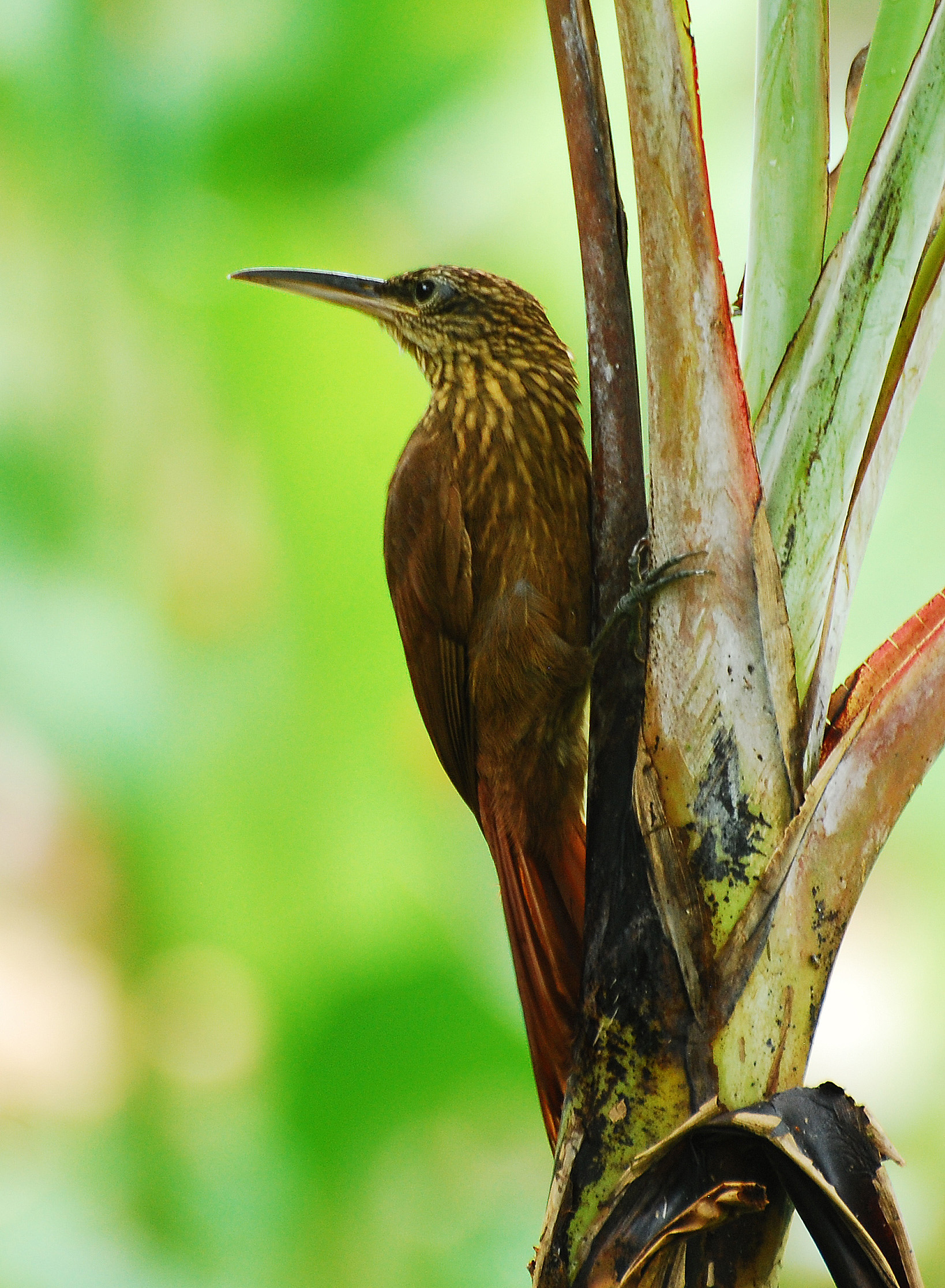

## Utbredning och systematik
Kakaoträdklättrare delas in i två grupper av åtta underarter med följande utbredning:
- nanus-gruppen
  - Xiphorhynchus susurrans confinis – sluttningen mot Karibien i östra Guatemala och norra Honduras
  - Xiphorhynchus susurrans costaricensis – sydöstra Honduras till Nicaragua, Costa Rica och västra Panama
  - Xiphorhynchus susurrans marginatus – östra Panama (östra Chiriquí, Veraguas och västra Azuerohalvön)
  - Xiphorhynchus susurrans nanus – sluttningar i östra Panama till norra Colombia och västra Venezuela
  - Xiphorhynchus susurrans rosenbergi – västra Colombia (övre Cauca-dalen i Valle)
- susurrans-gruppen
  - Xiphorhynchus susurrans jardinei – nordöstra Venezuela (nordöstra Anzoátegui, Sucre och norra Monagas)
  - Xiphorhynchus susurrans margaritae – Isla Margarita (norra Venezuela)
  - Xiphorhynchus susurrans susurrans – Trinidad och Tobago, enstaka fynd från nordöstra Venezuela (sydöstra Sucre)

Kakaoträdklättraren behandlades tidigare som en underart till beigestrupig trädklättrare (Xiphorhynchus guttatus). DNA-studier stödjer dock den nuvarande hållningen att de utgör två olika arter.

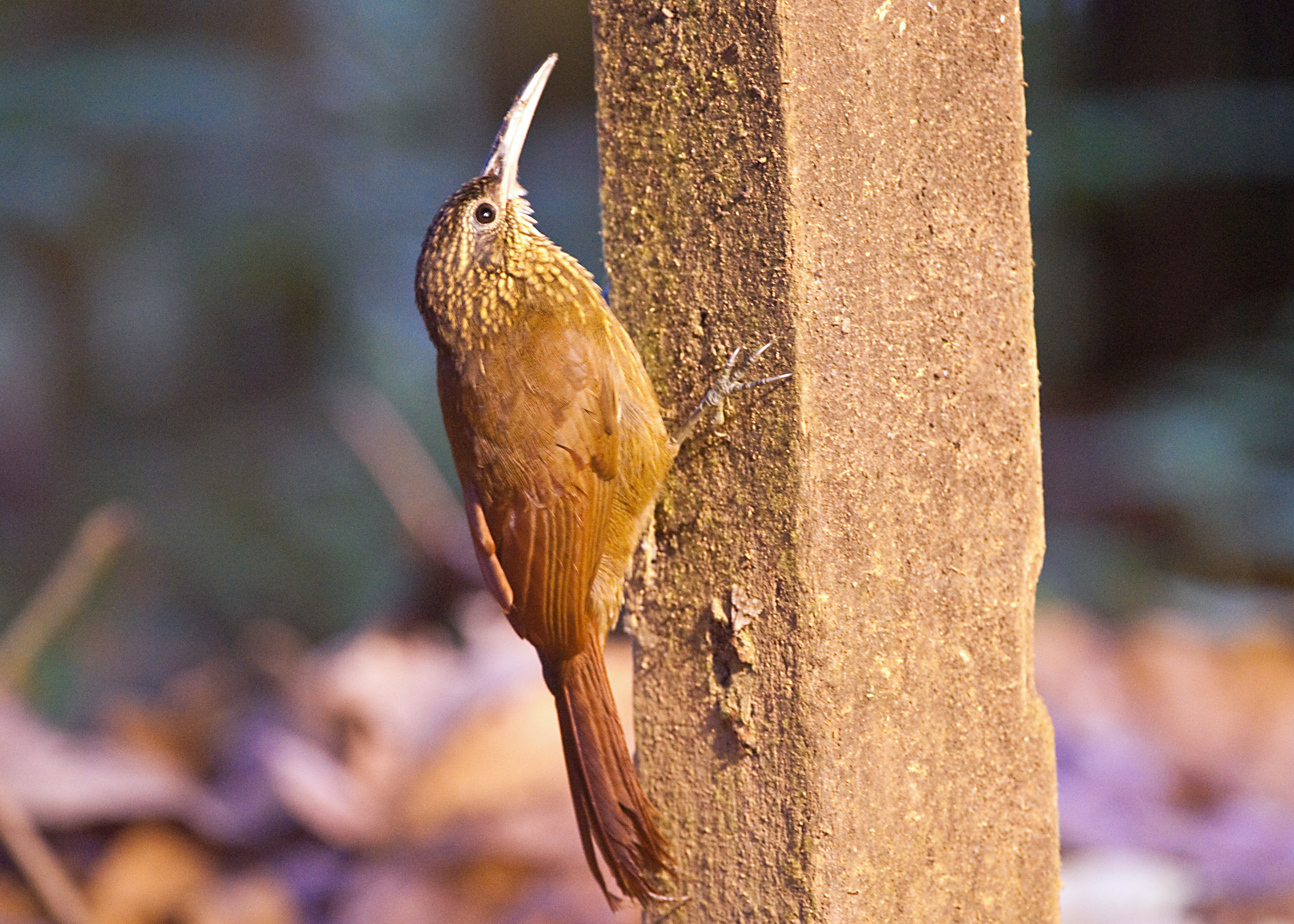
Vid Cordillera de Talamanca, Costa Rica

### Familjetillhörighet
Länge behandlades trädklättrarna som en egen familj, men inkluderas numera vanligen i familjen ugnfåglar. Vissa auktoriteter urskiljer dem dock på nytt, när familjen ugnfåglar delas upp i tre: trädklättrare, ugnfåglar och "lövkastare" (Scleruridae).

## Levnadssätt
Kakaoträdklättraren är en vanlig och vida spridd fågel i sitt utbredningsområde, där den hittas både i skog och i jordbruksområden med spridda träd. Fågeln är en insektsätare som födosöker lågt i träd eller på marken, oftast ensam, men kan ses i grupper om upp till dussinet när den följer vandrarmyror.

## Status och hot
Arten har ett stort utbredningsområde, men tros minska i antal, dock inte tillräckligt kraftigt för att anses vara hotad. Utifrån dessa kriterier kategoriserar internationella naturvårdsunionen IUCN arten som livskraftig (LC). Beståndet uppskattas till i storleksordningen en halv miljon till fem miljoner vuxna individer. Den beskrivs som ganska vanlig eller vanlig genom större delen av utbredningsområdet, dock ovanlig till sällsynt på högre nivåer, i nordvästra Costa Rica samt norra Honduras.